# Bogusławki (województwo warmińsko-mazurskie)
Bogusławki (niem. Groß Bogslack) – opuszczona osada w Polsce położona w województwie warmińsko-mazurskim, w powiecie kętrzyńskim, w gminie Barciany. W latach 1975–1998 miejscowość administracyjnie należała do województwa olsztyńskiego.
W miejscowości brak zabudowy.
Według J. Sikorskiego miejscowość ta przestała istnieć po drugiej wojnie światowej (po 1945 r.).